# Agarak
Agarak (Armeens: Ագարակ) is de zuidelijkste stad van de provincie Sjoenik en van Armenië. Agarak werd gesticht in 1949 en telde bij de vijftigste verjaardag in 2009 ongeveer 5130 inwoners. De stad is gelegen op de linkeroever van de rivier de Aras, die de grens vormt met Iran, ongeveer 9 kilometer ten zuidwesten van Megri. Er is een station aan de in onbruik geraakte spoorlijn Jerevan—Nachitsjevan—Bakoe.

## Economie
Agarak is een mijnstadje en een metallurgisch centrum. Ongeveer twintig procent van de bevolking werkt in de metaalindustrie. Er is een grensovergang met Iran en een douanekantoor.
Het Armeense deel van de Iraans-Armeense aardgaspijpleiding, die werd geopend op 30 november 2004, begint in Agarak.

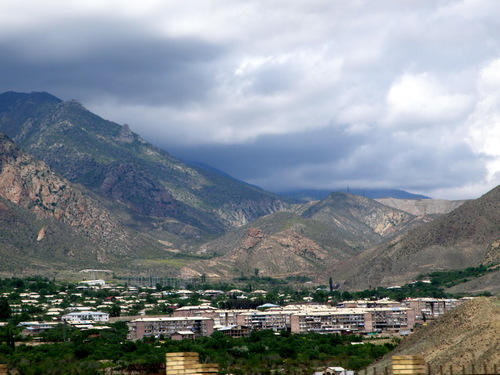
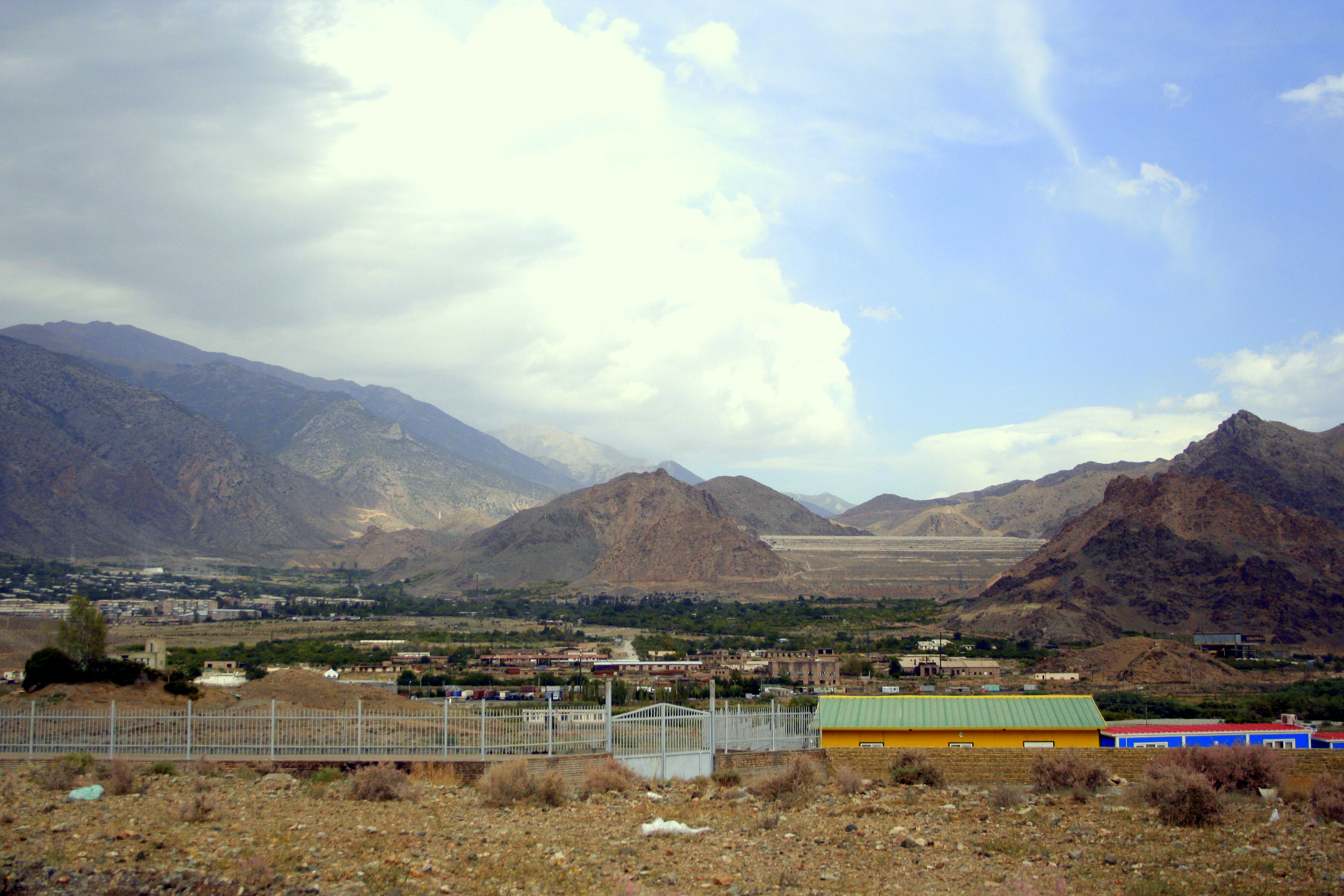

Abovjan · Agarak · Achtala · Alaverdi · Aparan · Ararat · Armavir · Artasjat · Artik · Artsvasjen · Asjtarak · Berd · Bjoeregavan · Dastakert · Darakert · Dilidzjan · Dzjermoek · Etsjmiadzin · Gavar · Goris · Gjoemri · Hrazdan · Idzjevan · Jechegnadzor · Jegvard · Kadzjaran · Kapan · Maralik · Martoeni · Masis · Megri · Metsamor · Nojemberjan · Nor Hatsjen · Odzoen · Sevan · Sisian · Sjamloeg · Spitak · Stepanavan · Talin · Tasjir · Toemanjan · Tsachkadzor · Tsjambarak · Tsjarentsavan · Vajk · Vanadzor · Vardenis · Vedi · Jerevan